# Arruda

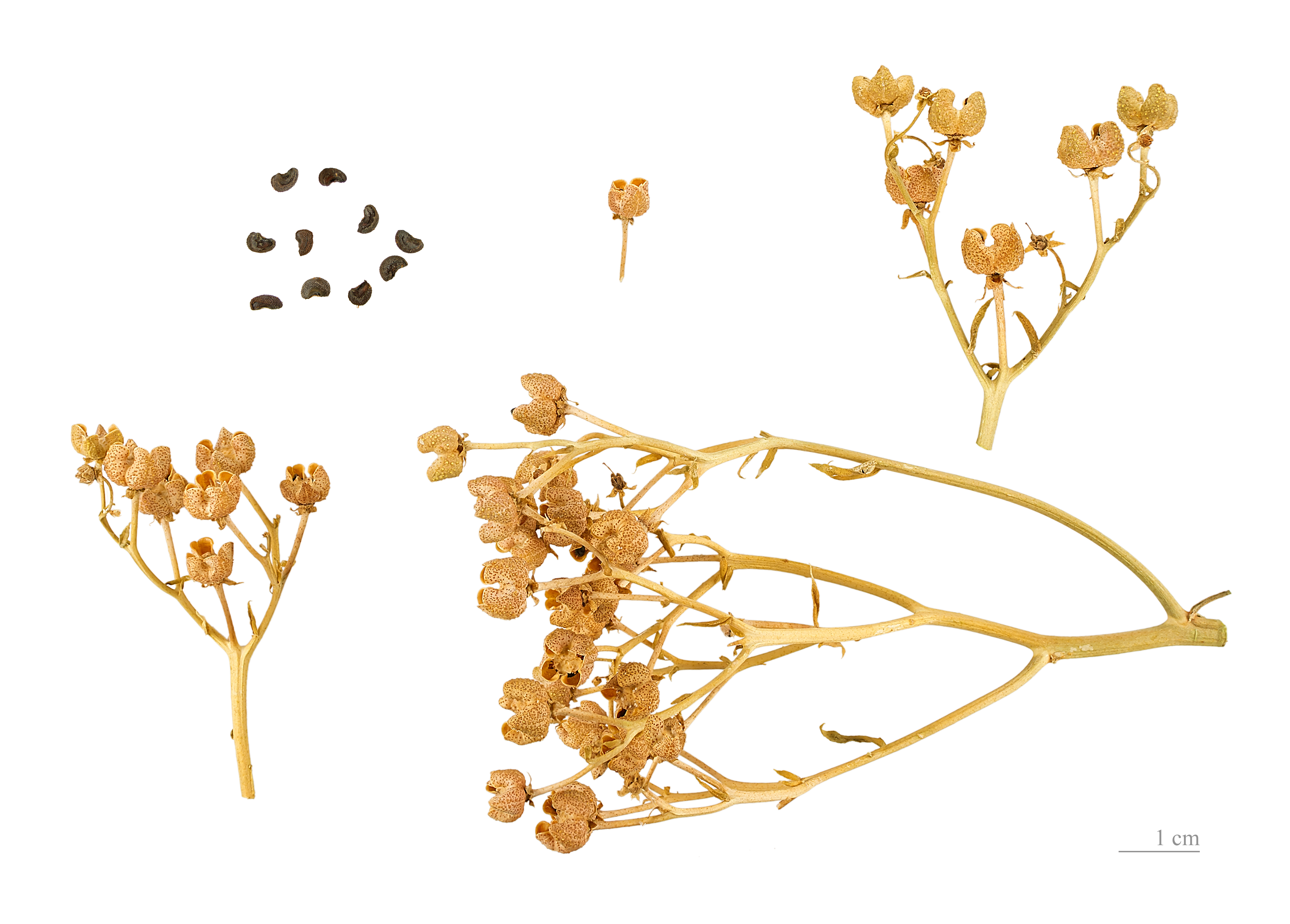
Frutos e sementes - MHNT

A arruda (Ruta graveolens) é uma planta da família das Rutáceas.
Também é denominada arruda-fedida, arruda-doméstica, arruda-dos-jardins, ruta-de-cheiro-forte.
Subarbusto muito cultivado nos jardins em todo o mundo, devido às suas folhas, fortemente aromáticas, atinge até um metro de altura, apresentando haste lenhosa, ramificada desde a base. As folhas são alternas, pecioladas, carnudas, glaucas, compostas, de até 15 cm de comprimento. As flores são pequenas e amareladas. O fruto é capsular, de quatro ou cinco lobos, salientes e rugosos, abrindo-se superior e inteiramente em quatro ou cinco valvas.
A medicina popular indica-a nos casos de supressão da menstruação, por seu efeito fortemente emenagogo. Também possui efeitos abortivos, por causar fortes contrações uterinas que, por sua vez, podem provocar graves hemorragias, aborto e até a morte da mulher.
Suas folhas são utilizadas como chá com fins calmantes. Na forma de infusão (20 gramas para um litro de água), ou empregando-se as folhas secas em pó, combate os piolhos.
Desde a antiga Grécia, era usada para afastar doenças contagiosas. Os escravos africanos usavam-na contra mau-olhado. A Igreja Católica, no início da era cristã, fazia raminhos de arruda para espargir água-benta nos fiéis.[carece de fontes?]
No Brasil, atribui-se à arruda o poder de combater o "mau-olhado" – isto é, as energias negativas produzidas pelo olhar de uma pessoa com inveja. Uma crença popular que remonta aos tempos coloniais e que se diz ter origens africanas manda que os homens usem um pequeno galho de folhas por cima de uma orelha, ou que um galho seja mantido no ambiente, para espantar maus espíritos.
Na antiga Roma a arruda (ou alguma das espécies do gênero Ruta) era usada como tempero para diversos preparos.

## Plantio
A arruda pode ser plantada utilizando as sementes colhidas, por estaquia ou por divisão de plantas adultas.

### Plantar utilizando sementes
Caso você já tenha algumas sementes, ou prefira começar deste jeito, ela deverá ser plantada a uma profundidade de 0,5 cm do solo, podendo ser tanto no local definitivo quanto em uma sementeira. Caso a escolha tenha sido pela sementeira, ela poderá ser transplantada assim que atingir cerca de 10 centímetros de altura.

### Plantar por estaquia
Caso você já tenha uma arruda e queira realizar a propagação da mesma, basta escolher um ramo forte e saudável, enterrando-o parcialmente na terra. Desta maneira, o ramo criará raízes, formando assim uma nova planta.

### Plantar por divisão de plantas adultas
E por último, caso você opte por realizar a propagação de uma planta já adulta, você poderá realizar a divisão desta planta. Como trata-se de uma planta que realiza o enraizamento de maneira fácil, você poderá separar alguns ramos de uma planta adulta e fazer o mesmo procedimento da estaquia.